# Arcidiecéze Sorrento-Castellammare di Stabia
Arcidiecéze Sorrento-Castellammare di Stabia (latinsky Archidioecesis Surrentina-Castri Maris o Stabiensis) je římskokatolická nemetropolitní arcidiecéze v Itálii, která je součástí neapolské církevní provincie, tvořící součást církevní oblasti Kampánie. Katedrálou je kostel sv. Filipa a Jakuba v Sorrentu, konkatedrála v Castellammare di Stabia je zasvěcena P. Marii Nanebevzaté a sv. Catellovi.

## Stručná historie
Legenda říká, že sorrentský poloostrov byl evangelizován již Petrem, sorrentský biskup je poprvé doložen v roce 499. Zřejmě v 10. stoeltí se Sorreento stalo metropolitním arcibiskupsptvím. V roce 1818 byla zrušeny některé sorrentské sufragánní diecéze a zůstala pouze jediná - Castellammare di Stabia. Zde je diecéze doložena poprvé také v roce 499. Obě sídla byla sloučena v roce 1972 in persona episcopi a v roce 1979 Sorrento ztratilo charakter metropolitní arcidieécze, byť důstojnost arcidiecéze jí zůstala. V roce 1986 bly obě diecéze sjednoceny plně a dostaly dnešní název.